# 3855 Pasasymphonia
A 3855 Pasasymphonia (ideiglenes jelöléssel 1986 NF1) a Naprendszer kisbolygóövében található aszteroida. Eleanor F. Helin fedezte fel 1986. július 4-én.